# Esko Aaltonen
Esko Aaltonen, född 9 mars 1893 i Forssa, död 24 mars 1966 i Åbo, var en finländsk sociolog.
Aaltonen var i yngre år anställd som chefredaktör och VD vid ett tidnings- och tryckeriföretag i Forssa samt tjänstgjorde 1935–1940 som VD för förlaget K.J. Gummerus Oy. Han blev filosofie doktor 1950 och var 1951–1963 professor i sociologi vid Åbo universitet. Som vetenskapsman intresserade han sig främst för olika former av samverkan i bondesamhället och för hembygdsarbetet. Han skrev bland annat ett flertal kommunhistoriker.

## Utmärkelser
- Kommendörstecknet av Finlands Lejons orden[1]
- Riddartecknet av I klass av Finlands Vita Ros’ orden[1]

[Redigera Wikidata]